# Holocartoons
Holocartoons é um site iraniano de propaganda lançado em agosto de 2010
. O sítio, que tem como abertura a música tema da Pantera Cor de Rosa, visa desestabilizar as dimensões históricas do Holocausto, o genocídio de judeus ocorrido durante a Segunda Guerra Mundial. O sítio é baseado em uma história em quadrinhos do escritor Omid Mehdinejad e do desenhista Maziar Bijani.

## Ligações externos
- holocartoons.com